# 하동 쌍계사 목조사천왕상
하동 쌍계사 목조사천왕상(河東 雙磎寺 木造四天王像)은 경상남도 하동군 화개면 운수리, 쌍계사에 있는 조선시대의 사천왕상이다. 
2004년 10월 21일 경상남도의 유형문화재 제413호 하동 쌍계사 사천왕상으로 지정되었다가, 2018년 12월 20일 현재의 명칭으로 변경되었다.

## 개요
쌍계사 천왕문에 안치된 목조 사천왕상 4구는 조선후기 1705년에 제작된 475cm 규모의 대형작품이다. 현재 국내에 존재하는 조선추기부터 17세기에 이르는 사천왕상은 전남 보림사 사천왕상(1539년)을 비롯한 10여점이 알려져 있다.
그 중에서도 현재 목조로 제작된 사천왕상은 보림사와 적천사 사천왕상(1690년) 다음으로 쌍계사 작품이 알려져 있으며, 더구나 쌍계사의 경우는 현존하는 사천왕상 불교조작 중에 그 규모가 상당히 돋보이는 작품일 뿐만 아니라 현존 상태가 비교적 양호하며, 신체의 당당함이 돋보이는 작품이다. 
따라서 본 작품은 조선시대 천왕문에 안치된 대형규모의 사천왕상은 물론 조선시대 대규모의 사천왕탱과 도상 비교연구에 중요함은 물론 문화재적 가치가 있다고 판단되어 경상남도 유형문화재로 지정하였다.

## 같이 보기
- 하동 쌍계사 천왕문 - 경상남도 유형문화재 제126호

## 참고 문헌
- 하동 쌍계사 목조사천왕상 - 국가유산청 국가유산포털